# 斯普德·韦布
安東尼·杰尔姆·韋比（英語：Anthony Jerome Webb， 1963年7月13日—），出生於美国德克萨斯州達拉斯，通常被稱為斯普德·韋比（Spud Webb），美國NBA前職業球員，位置是控球後衛。

## 生涯

### 早年
韋比出生貧困，他成長在一個仅有三間睡房的家中，而一直将籃球作为其精神支柱。韋比雖然有身高所限的先天性不足，不過他憑著其強勁的敏捷和彈跳力令他在同輩中鶴立雞群。在威爾默-哈欽斯高校，他成為大學代表隊的一員，每場平均攻入了26分。當韋比身高達5尺5吋（165厘米）時，他經已初嚐入樽的滋味。他被譽為德州其中一個最好的籃球員。高中畢業後，韋比先後就讀了米德蘭學院和北卡羅萊納州立大學，在那裡他平均每場僅攻入10分。

### NBA生涯 (1985-1998)
當時身高5尺6吋（168厘米）高的韋比獲得在中部大學籃球隊效力的機會，在1982年他帶領隊伍取得大學冠軍。
韋比出色的表現吸引到北卡羅萊納州州立大學的助教湯姆·亞比茨瑪高（Tom Abatemarco）的注意並安排他跟當時北卡羅萊納州州立大學籃球隊的主教練吉姆·瓦爾瓦諾，不久後，韋比隨即獲得了北卡羅萊納州州立大學的獎學金。在北卡羅萊納州州立大學籃球隊的兩年裡，韋比平均每場攻入10.4分並交出5.7個助攻。
韋比在1985年NBA選秀中以第87名被底特律活塞隊所選中。他首六個球季是在亞特蘭大鷹隊效力，不過在數據上顯示，韋比在效力薩克拉門托帝王隊期間是最出色的。期後，韋比又先後短暫效力過明尼蘇達木狼隊和奧蘭多魔術隊。1998年，韋比正式宣佈退役，他在NBA一共上陣814場，每場平均攻入9.9分，韋比生涯合共攻入了8072分並交出4342個助攻。
韋比是NBA目前為止第三名最矮小的球員，僅比厄爾·保堅斯和麥斯·保格斯高。

### NBA入樽大賽
韋比在1986年參加了NBA灌籃大賽並成為目前為止NBA最矮小的入樽王。韋比初時參與入樽賽時令媒體們都非常驚奇，他的隊友兼入樽賽冠軍·威金斯也不例外，韋比說他從來沒有見過我灌籃。他的入樽包括了雙手大力入樽、單手扔板後再單手入樽、旋轉360度單手入樽、旋轉180度反手大力入樽，最後韋比以一個扔球彈地後旋轉180度反手入樽完成了整套動作。當時亞特蘭大鷹隊的教練米克·法他奴（Mike Fratello）說：「韋比跟多明尼克·威金斯說他從未準備過亦沒有練習，所以多明尼克·威金斯可能因此認為韋比不過是一個普通貨色而已，顯然他受騙了。」二十年後，韋比訓練身高5尺9吋的紐約人隊控球後衛內特·羅賓遜令他取得了入樽王的名譽。

## 相關連結
- 内特·罗宾逊
- 泰伦斯·罗斯

## 外部連結
- Spud Webb Official Website （页面存档备份，存于）
- 2004 interview, "Catching Up with Spud Webb"
- Spud's college statistics